# フセヴォロド・ダヴィドヴィチ (グロドノ公)
フセヴォロド（フセヴォロドコ）・ダヴィドヴィチ（ロシア語: Всеволод(Всеволодко) Давыдович、? - 1142年2月1日）は初代グロドノ公である。在位：1116年以前 - 1141年。
年代記上の初出は、1116年にウラジーミル・モノマフの娘アガフィヤと結婚した記述においてである。フセヴォロドは1116年には既にグロドノ（現ベラルーシ・フロドナと推定されるが諸説あり）を領有していた。1127年、義兄のキエフ大公ムスチスラフによるポロツク公国への遠征に参加した。また、1132年には、ムスチスラフやチェルニゴフ・オレグ家(ru)諸公によるリトヴァ族(ru)への遠征にも参加している。
フセヴォロドの父はヴォルィーニ公ダヴィドとする説が有力であるが、チェルニゴフ公ダヴィドを父とする説、トゥーロフ・イジャスラフ家(ru)のヤロスラフ(ru)を父とする説、あるいはポロツク・イジャスラフ家(ru)の出身とする説もある。

## 妻子
妻はウラジーミル・モノマフの娘アガフィヤ。子には以下の人物がいる、
- ボリス
- グレプ
- ムスチスラフ(ru)
- 娘 - チェルニゴフ公ウラジーミルと結婚
- アンナ - トゥーロフ公ユーリーと結婚